# Nyctemera timorensis
Nyctemera timorensis är en fjärilsart som beskrevs av Walter Karl Johann Roepke 1954. Nyctemera timorensis ingår i släktet Nyctemera och familjen björnspinnare. Inga underarter finns listade i Catalogue of Life.